# Heinz Paul
Heinrich Egid Robert Paul, connu sous le diminutif Heinz Paul (né le 13 août 1893 à Munich et mort le 14 mars 1983  à Karlsfeld-Rotschwaige en Bavière) est un réalisateur et producteur de cinéma allemand.

## Biographie
Heinz Paul est connu pour ses grandes reconstitutions historiques  qui ont exalté les valeurs nationales et germaniques dans un contexte historique et politique favorable.

## Filmographie
- 1920 : Die Tänzerin von Tanagra (it)
- 1925 : Des Lebens Würfelspiel (it)
- 1926 : Die Warenhausprinzessin (en)
- 1926 : Die Straße des Vergessens (en)
- 1927 : U 9 Weddigen (de)
- 1927 : Der falsche Prinz (de)
- 1928 : Looping de la mort (en) (Das Karussell des Todes)
- 1928 : Die Frau von gestern und morgen (de) ou Der Scheidungsanwalt
- 1928 : Der Mitternachtswalzer (de)
- 1929 : Drei Tage auf Leben und Tod - aus dem Logbuch der U.C.1
- 1930 : Le Marché du mariage (en) (Namensheirat)
- 1930 : Die Somme. Das Grab der Millionen (de) (documentaire)
- 1931 : Douaumont (Douaumont. Die Hölle von Verdun)  (documentaire)
- 1931 : Attraction tragique (en) (Schatten der Manege)
- 1931 : Student sein, wenn die Veilchen blühen (en)
- 1931 : L'Autre Côté (Die andere Seite)
- 1932 : Tannenberg (de)
- 1932 : Trenck (de)
- 1932 : Maréchal en avant ! (de) (Marschall Vorwärts)
- 1933 : Guillaume Tell (de) (Wilhelm Tell)
- 1934 : Le Fanion des sept braves (Hermine und die sieben Aufrechten), coréalisé avec Frank Wisbar
- 1934 : Die vier Musketiere (en)
- 1935 : Le Miracle des ailes (de) (Wunder des Fliegens)
- 1935 : Mélodies immortelles (Unsterbliche Melodien)
- 1936 : Les Joyeux Célibataires (en) (Hilde und die 4 PS)
- 1937 : Camarades en mer (de) (Kameraden auf See)
- 1939 : Tip auf Amalia
- 1950 : L'Argent fait le bonheur (de) (Glück aus Ohio)
- 1954 : Unternehmen Edelweiß (de)
- 1956 : Le Torrent (de) (Wo der Wildbach rauscht)
- 1956 : Amour, cloches et émeute (de) (Heiraten verboten)
- 1958 : L'Eléphant amoureux (de) (Der Elefant im Porzellanladen)
- 1959 : Hop-là Conny ! (de) (Hula-Hopp, Conny)
- 1960 : Nuits orientales (de) (Orientalische nächte)